# Philippe Omnès
Philippe Omnès (Paris, 6 de agosto de 1960) é um esgrimista francês, campeão olímpico.
Philippe Omnès representou seu país nos Jogos Olímpicos de Verão de 1984 a 1996. Conseguiu a medalha de ouro no Florete individual em 1992.